# Silvan Hefti
Silvan Hefti (Rorschach, 25 ottobre 1997) è un calciatore svizzero, difensore dell'Amburgo.

## Biografia
Di origini tunisine, è il fratello maggiore di Nias Hefti, anch'egli calciatore.

## Caratteristiche tecniche
È un terzino abile a giocare su entrambe le fasce, dotato di notevole velocità e molto grintoso, ha un ottimo piede destro, oltre a essere bravo sia a fornire assist che a trovare la via del gol. È stato paragonato al connazionale Stephan Lichtsteiner.

## Carriera

### Club
Cresciuto nel settore giovanile del San Gallo, ha esordito in prima squadra il 12 settembre 2015, nella partita persa per 2-1 contro il Basilea, affermandosi in seguito come titolare.
Il 1º settembre 2020 viene ceduto allo Young Boys.
Con un'operazione da circa 5 milioni di euro, il 3 gennaio 2022 passa al Genoa. Esordisce 3 giorni dopo, nel pareggio per 1-1 sul campo del Sassuolo. Nonostante un buon approccio al campionato il Genoa retrocede in Serie B, e lo svizzero dichiara di non voler andare via. Alla sua seconda stagione, precisamente Il 3 settembre 2022, sigla la sua prima marcatura italiana, nel pareggio per 3-3 contro il Parma.
Il 2 gennaio 2024, Hefti viene acquistato dal Montpellier, in Ligue 1, in prestito con diritto di riscatto stimato intorno ai 3 milioni di euro.
Il 4 agosto 2024 viene ufficialmente ingaggiato, a titolo definitivo, dall'Amburgo, in 2. Bundesliga.

### Nazionale
Ha giocato nelle nazionali giovanili svizzere Under-16, Under-19, Under-20 ed Under-21.

## Statistiche

### Presenze e reti nei club
Statistiche aggiornate al 16 febbraio 2025.
| Stagione          | Squadra           | Campionato        | Campionato | Campionato | Coppe nazionali | Coppe nazionali | Coppe nazionali | Coppe continentali | Coppe continentali | Coppe continentali | Altre coppe | Altre coppe | Altre coppe | Totale | Totale | Totale |
| Stagione          | Squadra           | Comp              | Pres       | Reti       | Comp            | Pres            | Reti            | Comp               | Pres               | Reti               | Comp        | Pres        | Reti        | Pres   | Reti   |        |
| ----------------- | ----------------- | ----------------- | ---------- | ---------- | --------------- | --------------- | --------------- | ------------------ | ------------------ | ------------------ | ----------- | ----------- | ----------- | ------ | ------ | ------ |
| 2015-2016         | San Gallo         | SL                | 23         | 0          | CS              | 2               | 0               | -                  | -                  | -                  | -           | -           | -           | 25     | 0      |        |
| 2016-2017         | San Gallo         | SL                | 33         | 0          | CS              | 3               | 0               | -                  | -                  | -                  | -           | -           | -           | 36     | 0      |        |
| 2017-2018         | San Gallo         | SL                | 30         | 0          | CS              | 4               | 0               | -                  | -                  | -                  | -           | -           | -           | 34     | 0      |        |
| 2018-2019         | San Gallo         | SL                | 35         | 1          | CS              | 3               | 0               | UEL                | 2                  | 1                  | -           | -           | -           | 40     | 2      |        |
| 2019-2020         | San Gallo         | SL                | 34         | 3          | CS              | 1               | 0               | -                  | -                  | -                  | -           | -           | -           | 35     | 3      |        |
| Totale San Gallo  | Totale San Gallo  | Totale San Gallo  | 155        | 4          |                 | 13              | 0               |                    | 2                  | 1                  |             | -           | -           | 170    | 5      |        |
| 2020-2021         | Young Boys        | SL                | 30         | 0          | CS              | 1               | 0               | UCL+UEL            | 1+11               | 0                  | -           | -           | -           | 43     | 0      |        |
| 2021-gen. 2022    | Young Boys        | SL                | 17         | 1          | CS              | 1               | 0               | UCL                | 11                 | 1                  | -           | -           | -           | 29     | 2      |        |
| Totale Young Boys | Totale Young Boys | Totale Young Boys | 47         | 1          |                 | 2               | 0               |                    | 23                 | 1                  |             | -           | -           | 72     | 2      |        |
| gen.-giu. 2022    | Genoa             | A                 | 16         | 0          | CI              | 1               | 0               | -                  | -                  | -                  | -           | -           | -           | 17     | 0      |        |
| 2022-2023         | Genoa             | B                 | 26         | 1          | CI              | 2               | 0               | -                  | -                  | -                  | -           | -           | -           | 28     | 1      |        |
| 2023-gen. 2024    | Genoa             | A                 | 6          | 0          | CI              | 2               | 0               | -                  | -                  | -                  | -           | -           | -           | 8      | 0      |        |
| Totale Genoa      | Totale Genoa      | Totale Genoa      | 48         | 1          |                 | 5               | 0               |                    | -                  | -                  |             | -           | -           | 53     | 1      |        |
| gen.-giu. 2024    | Montpellier       | L1                | 11         | 0          | CF              | 3               | 0               | -                  | -                  | -                  | -           | -           | -           | 14     | 0      |        |
| 2024-2025         | Amburgo           | 2L                | 12         | 1          | CG              | 1               | 0               | -                  | -                  | -                  | -           | -           | -           | 13     | 1      |        |
| Totale carriera   | Totale carriera   | Totale carriera   | 273        | 7          |                 | 24              | 0               |                    | 25                 | 2                  |             | -           | -           | 322    | 9      |        |

### Cronologia presenze e reti in nazionale
| Cronologia completa delle presenze e delle reti in nazionale ― Svizzera under 21 | Cronologia completa delle presenze e delle reti in nazionale ― Svizzera under 21 | Cronologia completa delle presenze e delle reti in nazionale ― Svizzera under 21 | Cronologia completa delle presenze e delle reti in nazionale ― Svizzera under 21 | Cronologia completa delle presenze e delle reti in nazionale ― Svizzera under 21 | Cronologia completa delle presenze e delle reti in nazionale ― Svizzera under 21 | Cronologia completa delle presenze e delle reti in nazionale ― Svizzera under 21 | Cronologia completa delle presenze e delle reti in nazionale ― Svizzera under 21 |
| Data                                                                             | Città                                                                            | In casa                                                                          | Risultato                                                                        | Ospiti                                                                           | Competizione                                                                     | Reti                                                                             | Note                                                                             |
| -------------------------------------------------------------------------------- | -------------------------------------------------------------------------------- | -------------------------------------------------------------------------------- | -------------------------------------------------------------------------------- | -------------------------------------------------------------------------------- | -------------------------------------------------------------------------------- | -------------------------------------------------------------------------------- | -------------------------------------------------------------------------------- |
| 10-11-2016                                                                       | Marbella                                                                         | Russia under 21                                                                  | 1 – 2                                                                            | Svizzera under 21                                                                | Amichevole                                                                       | -                                                                                |                                                                                  |
| 14-11-2016                                                                       | Marbella                                                                         | Svizzera under 21                                                                | 3 – 2                                                                            | Russia under 21                                                                  | Amichevole                                                                       | -                                                                                | 54’                                                                              |
| 13-6-2017                                                                        | Bienne                                                                           | Svizzera under 21                                                                | 1 – 0                                                                            | Bosnia ed Erzegovina under 21                                                    | Qual. Europeo Under-21 2019                                                      | -                                                                                | 47’                                                                              |
| 1-9-2017                                                                         | Bienne                                                                           | Svizzera under 21                                                                | 0 – 3                                                                            | Galles under 21                                                                  | Qual. Europeo Under-21 2019                                                      | -                                                                                |                                                                                  |
| 5-9-2017                                                                         | Ovidiu                                                                           | Romania under 21                                                                 | 1 – 1                                                                            | Svizzera under 21                                                                | Qual. Europeo Under-21 2019                                                      | -                                                                                |                                                                                  |
| 14-11-2017                                                                       | Paços de Ferreira                                                                | Portogallo under 21                                                              | 2 – 1                                                                            | Svizzera under 21                                                                | Qual. Europeo Under-21 2019                                                      | -                                                                                |                                                                                  |
| 25-5-2018                                                                        | Bienne                                                                           | Svizzera under 21                                                                | 2 – 1                                                                            | Francia under 21                                                                 | Amichevole                                                                       | -                                                                                | 68’                                                                              |
| 7-9-2018                                                                         | Zenica                                                                           | Bosnia ed Erzegovina under 21                                                    | 3 – 0                                                                            | Svizzera under 21                                                                | Qual. Europeo Under-21 2019                                                      | -                                                                                | 33’                                                                              |
| 11-9-2018                                                                        | Bienne                                                                           | Svizzera under 21                                                                | 3 – 0                                                                            | Liechtenstein under 21                                                           | Qual. Europeo Under-21 2019                                                      | -                                                                                |                                                                                  |
| 16-10-2018                                                                       | Newport                                                                          | Galles under 21                                                                  | 3 – 1                                                                            | Svizzera under 21                                                                | Qual. Europeo Under-21 2019                                                      | -                                                                                |                                                                                  |
| Totale                                                                           |                                                                                  | Presenze                                                                         | 10                                                                               |                                                                                  | Reti                                                                             | 0                                                                                |                                                                                  |

## Palmarès

### Club
- Campionato svizzero: 1

Young Boys: 2020-2021